# 米塞格尔
米塞格尔（法語：Missègre，法語發音：[misɛɡʁ] ⓘ）是法国奥德省的一个市镇，属于利穆区。

## 地理
米塞格尔（43°0'12"N, 2°22'21"E）面积7.28 平方千米，位于法国奧克西塔尼大區奥德省，该省份为法国南部沿海省份，北起塔恩省，西北接上加龙省，西接阿列日省，南至东比利牛斯省，东临地中海，东北与埃罗省接壤。
与米塞格尔接壤的市镇（或旧市镇、城区）包括：贝尔卡斯泰勒和比克、泰罗勒、瓦尔米热尔、维拉尔德贝勒。

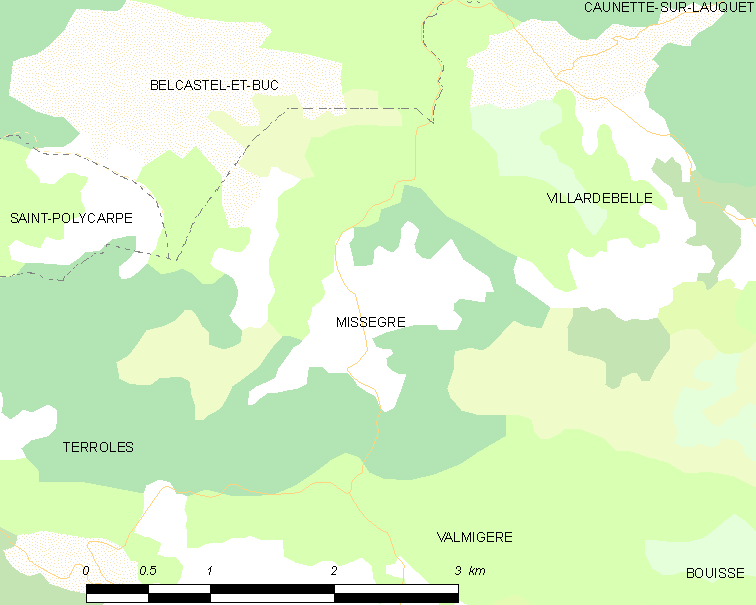
米塞格尔的OSM定位图

米塞格尔的时区为UTC+01:00、UTC+02:00（夏令时）。

## 行政
米塞格尔的邮政编码为11580，INSEE市镇编码为11235。

## 政治
米塞格尔所属的省级选区为上奥德河谷县。

## 人口

1962-2008年间米塞格尔人口变化图示

米塞格尔于2022年1月1日时的人口数量为64人。